# Kwartier Koningin Elisabeth
Kwartier Koningin Elisabeth (KKE) is een Belgisch militair kwartier in het Brussels Hoofdstedelijk Gewest. Het militair kwartier is ook bekend onder de naam Evere-Zuid en de Franse naam Quartier Reine Elisabeth (QRE). Het adres van van het militair kwartier ligt in de Eversestraat 1 in Evere maar het domein strekt zich uit over de gemeenten  Brussel, Evere en Sint-Stevens-Woluwe.
Het militair kwartier huisvest de administratieve diensten en centrale eenheden van het Belgisch leger en kan beschouwd worden als het hoofdkwartier van de Belgische Defensie.
Op de site zijn naast de diensten van stafchef van het leger onder andere ook een uitgebreid militair archief, diensten voor overheidsopdrachten, studiebureau voor infrastructuur, Het Belgisch militair ordinariaat,  militaire zendmast en de diensten van ADIV gehuisvest. Daarnaast is er op het terrein nog een Finse piste, een voetbalveld, een grote mess en een sportcomplex te vinden.

## Geschiedenis
Op de terreinen van de voormalige nationale luchthaven in Haren werd op 22 juni 1971 gestart met de bouw van Kwartier Koningin Elisabeth in aanwezigheid van de toenmalige minister van Landsverdediging Paul-Willem Segers.
Op een deel van de voormalige luchthaven was eerder in 1967 in een recordtijd een hoofdkwartier voor de NAVO  opgetrokken na het vertrek van Frankrijk  uit de verdragsorganisatie.

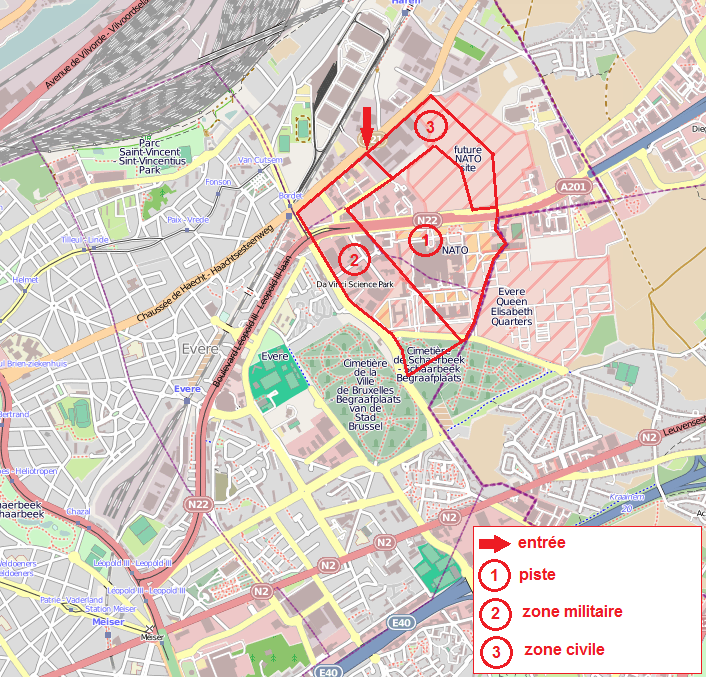
Inplanting van de voormalige luchthaven tegenover de huidige situatie in Kwartier Koningin Elisabeth

De bouw van het Kwartier Koningin Elisabeth was onderdeel van het eerste domaniaal renovatieplan. Dit plan had als doel het onroerend goed van Landsverdediging te rationaliseren en te moderniseren voor de toen actuele behoeften van het leger.  Het complex zou verschillende diensten die toen verspreid lagen over de kazernes prins Boudewijn, prins Albert, Géruzet en Rolin centraliseren.
Het militair kwartier werd tussen eind 1974 en eind 1976 in gebruik genomen. Het complex werd vernoemd naar de Belgische koningin Elisabeth, de echtgenote van koning Albert I. Het kwartier werd ook “Evere-Zuid” genoemd in connectie met het nabijgelegen Kwartier Koning Albert I, wat op zijn beurt “Evere-Noord” werd genoemd. “Evere-Noord” was sinds 1976 gevestigd op een ander deel van de voormalige luchthaven en huisvestte de stafdiensten van de Belgische Luchtmacht.
Op de terreinen van het Kwartier Koningin Elisabeth is tot op heden nog één gebouw te vinden dat deel uitmaakte van de toenmalige luchthaven. Het gebouw, behuisde de meteorologische dienst van de  toenmalige luchthaven. Het gebouw is in tegenstelling tot alle andere gebouwen in het militaire kwartier, georiënteerd langs de voormalige start- en landingsbaan. Het gebouw is opgetrokken in een andere en oudere bouwstijl dan de rest van het kwartier.
In de loop der jaren werd op de site een aantal nieuwe gebouwen opgetrokken.
Naast het militair kwartier, waar in het verleden Club Oasis gelegen was, werd in 2019 door CDSCA begonnen met de bouw van appartementen en woningen voor de huisvesting van  militair personeel.

## Toekomst
Er zijn plannen van Defensie om een nieuw hoofdkwartier te bouwen op de site van het Kwartier Koningin Elisabeth. Hierbij zou gefocust worden op een verlaging van de werkingskosten en de personeelsbezetting, door onder andere telewerk en betere isolatie van de gebouwen.
Het nieuwe gebouwencomplex zou deels komen op de aanpalende site van de voormalige NAVO-gebouwen en deels op de site van KKE. De ingenomen ruimte zou één derde van de huidige site bedragen. De rest van de gronden zou worden verkocht om de bouw te financieren.